# Limnonectes rhacoda
Limnonectes rhacoda là một loài ếch trong họ Ranidae.
Nó được tìm thấy ở Indonesia và có thể cả Malaysia.
Các môi trường sống tự nhiên của chúng là các khu rừng ẩm ướt đất thấp nhiệt đới hoặc cận nhiệt đới, sông, đầm nước ngọt, và đầm nước ngọt có nước theo mùa.
Nó ngày càng hiếm gặp do mất môi trường sống.